# 阿雷莫夫卡市镇
阿雷莫夫卡市镇（俄语：Алымовское муниципальное образование）是俄罗斯联邦伊尔库茨克州基廉斯克区所属的一个市镇。其下辖有5个居民点，行政中心为阿雷莫夫卡。据2016年统计，该市镇的人口为581人。